# Rodrigo Gral
Rodrigo Gral (født 21. februar 1977) er en tidligere brasiliansk fodboldspiller.